# Rolf Lie
Rolf Lie, född 20 maj 1889, död 18 juni 1959, var en norsk gymnast.
Lie tävlade för Norge vid olympiska sommarspelen 1912 i Stockholm, där han var med och tog guld i lagtävlingen i fritt system. Hans bror, Alf Lie, var också en del av det guldvinnande laget.